# Les Auxons
Les Auxons é uma comuna francesa na região administrativa da Borgonha-Franco-Condado, no departamento de Doubs. Estende-se por uma área de 10.16 km². Em 2010 a comuna tinha 2 570 habitantes (densidade: 253 hab./km²).
Foi criada em 1 de janeiro de 2015, a partir da fusão das antigas comunas de Auxon-Dessous e Auxon-Dessus.